# Suntetorps församling
Suntetorps församling var en församling  i Skara stift i nuvarande Skövde kommun. Församlingen uppgick 1890 i Sventorps församling.
Församlingen delade sedan 1615 kyrka med Sventorp, efter att 1100-talskyrkan övergivits..

## Administrativ historik
Församlingen har medeltida ursprung och uppgick 1890 i Sventorps församling till vars pastorat församlingen hört sedan 1856. Tidigare var pastoratet Skövde stadsförsamlings.

## Byar och hemman
Följande byar och enstaka hemman ingick i Suntetorps socken:
Alebäcken, Dagstorp, Daltorp, Djupedalen, Fjället (Fjällakvarn), Fröbäcken, Grönevall, Görjebrona, Knistad, Kristinetorp, Mon (Moen eller Genstigen), Långaskede Lilla och Stora, Runneberg, Stubberud, Suntetorp, Säterkullen, Toratorp och Årängen.
För närmare uppgifter om dem, se Sventorps socken. 